# Pohádka o staré tramvaji
Pohádka o staré tramvaji je československý pohádkový film z roku 1961 režírovaný Milanem Vošmikem. Scénář ke snímku připravil český spisovatel Ota Hofman. Ve filmu se objevili například Josef Kemr, František Filipovský, Karel Smyczek, Eman Fiala či Jan Malaska, který ztvárnil hlavní roli malého chlapce. Starou tramvaj, kterou děti ve filmu pojmenují „Terezka“, představoval Primátorský vůz vyrobený roku 1900. Téhož roku vyšla také knižní podoba příběhu, podle níž pak roku 1987 připravil Miroslav Šváb rozhlasovou pohádku pro pořad Hajaja. Vyprávěl ji Vlastimil Brodský.